# Romarheimsfjorden
60°42′35.942″N 5°37′43.597″Ø / 60.70998389°N 5.62877694°Ø
Romarheimsfjorden er en fjord i Lindås, Osterøy og Modalen kommuner i  Vestland fylke i Norge. Den ligger på nordvestsiden af Osterøy, og har indløb i syd ved øen Hokøyni. Fjorden er 11 kilometer lang, og går i nordøstlig retning ind til Mostraumen. Herfra fortsætter den som Mofjorden. Med Mofjorden er fjorden 18 kilometer lang.
Nord for Osterøya går Indre Osterfjorden mod øst. Sydsiden af fjorden er stort set ubeboet, mens der er spredt bosætning langs hele nordsiden. Det største sted er Romarheim, som fjorden er opkaldt efter.